# Saba (Blahbatuh)
Saba is een bestuurslaag in het regentschap Gianyar van de provincie Bali, Indonesië. Saba telt 8866 inwoners (volkstelling 2010).